# Porsche Tennis Grand Prix 2004 - Doppio
Il doppio del torneo di tennis Porsche Tennis Grand Prix 2004, facente parte del WTA Tour 2004, ha avuto come vincitrici Cara Black e Rennae Stubbs che hanno battuto in finale Anna-Lena Grönefeld e Julia Schruff con il punteggio di 6–3, 6–2.

## Teste di serie
1. Cara Black /  Rennae Stubbs (campionesse)
2. Janette Husárová /  Elena Lichovceva (semifinali)

1. Alicia Molik /  Ai Sugiyama (quarti di finale)
2. Anastasija Myskina /  Vera Zvonarëva (quarti di finale)

## Tabellone

### Legenda
| - Q = Qualificato - WC = Wild card - LL = Lucky loser | - ALT = Alternate - SE = Special Exempt - PR = Protected Ranking | - w/o = Walkover - r = Ritirato - d = Squalificato |